# Hall in Tirol
Hall in Tirol là một thị trấn thuộc huyện Innsbruck-Land, bang Tyrol, Áo. Nằm ở độ cao 574 m, cách thủ phủ Innsbruck khoảng 5 km về phía đông trong thung lũng sông Inn, thị trấn có dân số 14.771 người (tháng 12 năm 2023).

## Lịch sử
Hall thuộc Hạt Tyrol lần đầu được nhắc đến như một salina (mỏ muối) gần lâu đài Thaur trong một văn bản năm 1232. Tên gọi hiện nay có từ năm 1256 và, tương tự như Halle, Hallein, Schwäbisch Hall hay Hallstatt, đều bắt nguồn từ từ ngôn ngữ Celt chỉ muối.
Từ thế kỷ 13, mỏ muối tại Absam trong thung lũng Hall phía bắc thị trấn đã trở thành ngành công nghiệp chính. Đường hầm khai thác đầu tiên được mở năm 1272 theo lệnh của bá tước Meinhard II của Tyrol, với nước muối được dẫn qua đường ống dài 10 km đến hồ bốc hơi ở Hall. Tầm quan trọng của ngành muối, với sản phẩm xuất khẩu đến tận Thụy Sĩ, Rừng Đen và thung lũng sông Rhine, được phản ánh trong huy hiệu của Hall, có hình hai con sư tử giữ thùng muối. Năm 1303, Hall được công nhận là thị trấn. Những quyền lợi đi kèm, cùng với hoạt động thương mại theo tuyến sông Inn và Danube, đã biến Hall thành trung tâm chợ và thương mại hàng đầu ở phía bắc Tyrol. Sự phát triển này bị gián đoạn nghiêm trọng năm 1447 khi phần lớn khu phố trên bị thiêu rụi bởi hỏa hoạn. Năm 1477, Hall nhận quyền đúc tiền khi xưởng đúc của Tyrol chuyển từ Meran tới đây. Năm 1486, xưởng đúc phát hành đồng bạc lớn Guldengroschen đầu tiên của châu Âu. Thế kỷ 16, Hall còn giới thiệu máy đúc tiền tự động đầu tiên trên thế giới. Ngày nay, một bản phục dựng của máy này có thể được xem tại Bảo tàng Xưởng đúc tiền Hall  trong Burg Hasegg.
Trong thế kỷ 15 và 16, Hall là một trong những thị trấn quan trọng nhất của Đế quốc Habsburg. Giai đoạn này chứng kiến việc xây dựng nhiều nhà thờ, tu viện vẫn còn tồn tại cho đến nay. Hiện nay, Hall có khu phố cổ nguyên vẹn lớn nhất ở miền tây Áo.
Dưới thời chế độ quân chủ Habsburg, một doanh trại quân sự được lập ở Hall. Đây cùng với ga hàng hóa lớn đã trở thành mục tiêu của các trận ném bom dữ dội trong Thế chiến II, phá hủy ga tàu nhưng hầu như không ảnh hưởng tới phố cổ.
Từ năm 1938 đến 1974, thị trấn có tên Solbad Hall. Từ "Solbad" bị bỏ đi vài năm sau khi mỏ muối đóng cửa năm 1967.

## Khí hậu
Kiểu khí hậu chủ yếu là mùa đông, một giai đoạn dài, giá lạnh khắc nghiệt với những ngày ngắn và trong xanh, lượng mưa tương đối ít, chủ yếu dưới dạng tuyết, cùng độ ẩm thấp. Phân loại Khí hậu Köppen của khu vực này là "Dfc" (Khí hậu cận Bắc cực lục địa).

## Thư viện hình

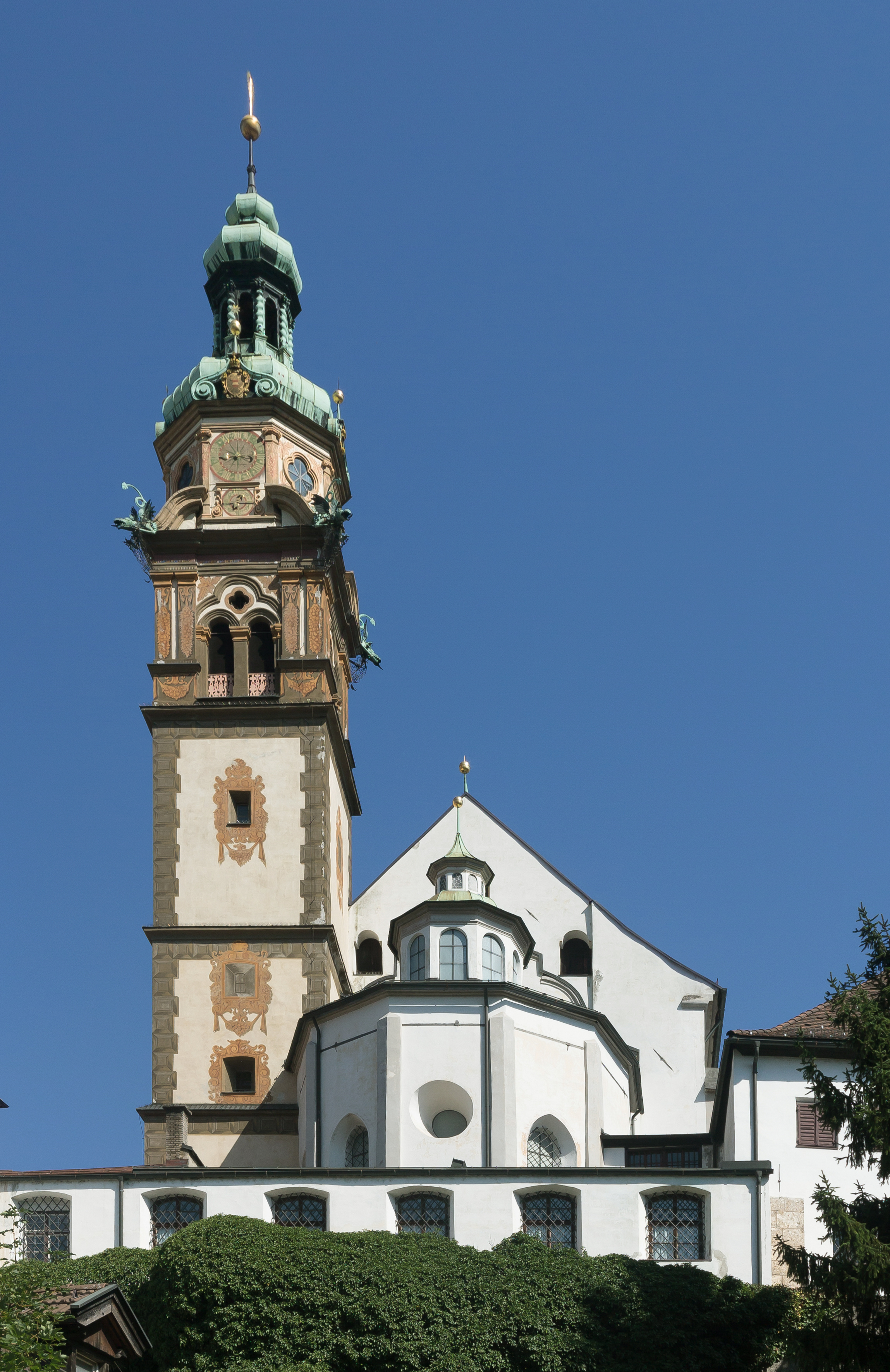
Vương cung thánh đường: Herz Jesu Basilika
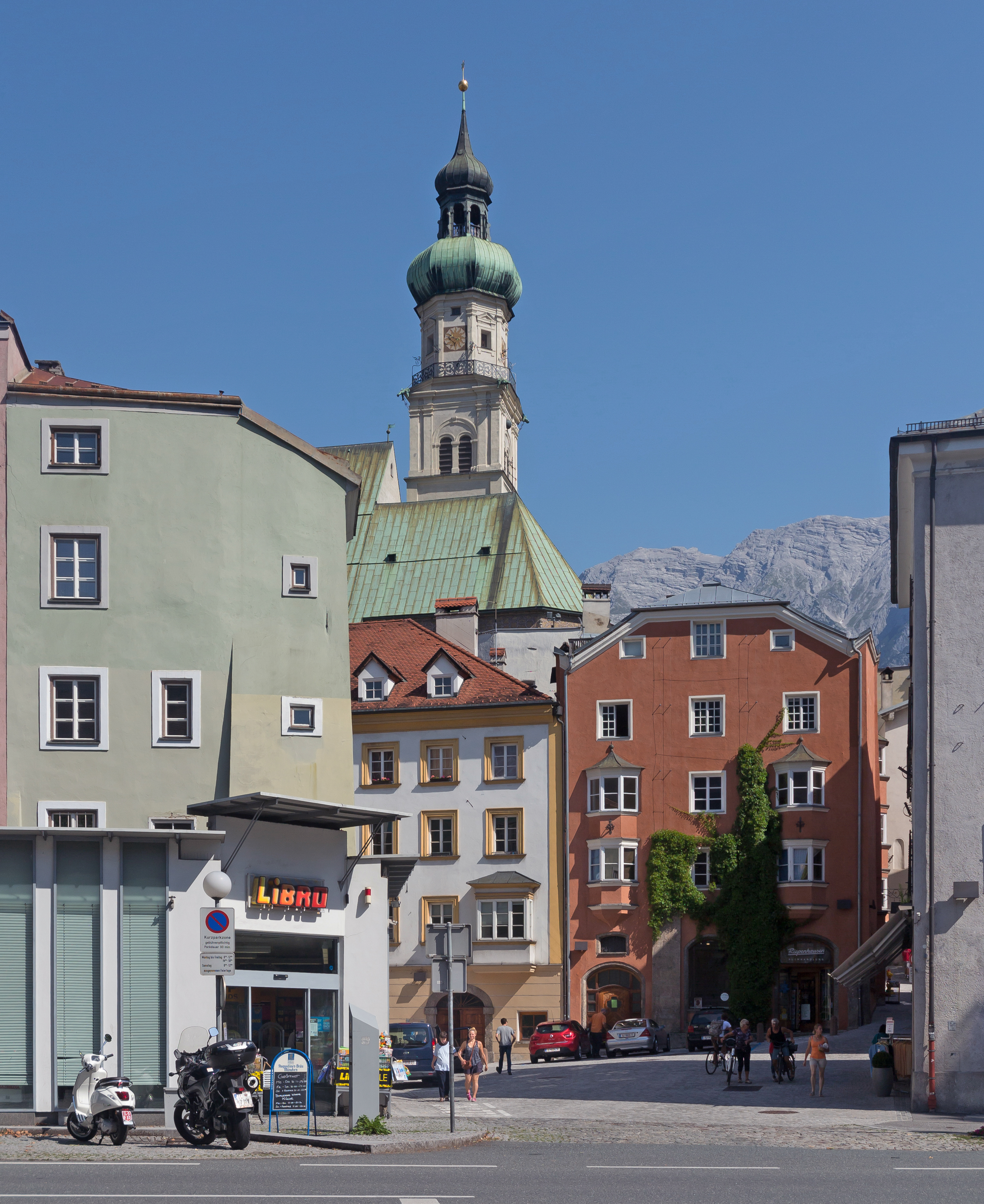
Nhà thờ: die Allerheiligenkirche (nhà thờ Dòng Tên cũ)
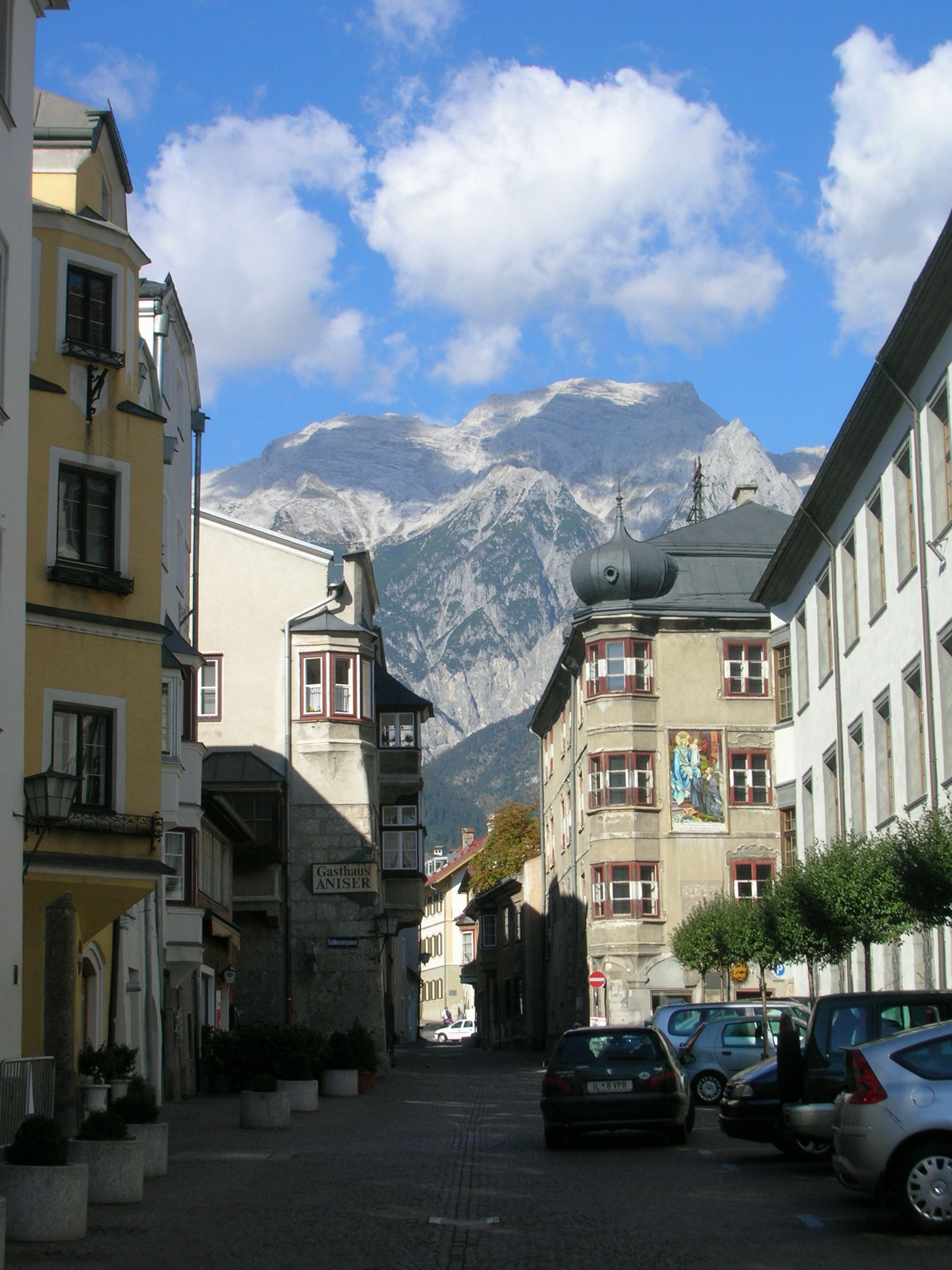
Phố xá với núi Bettelwurf phía sau
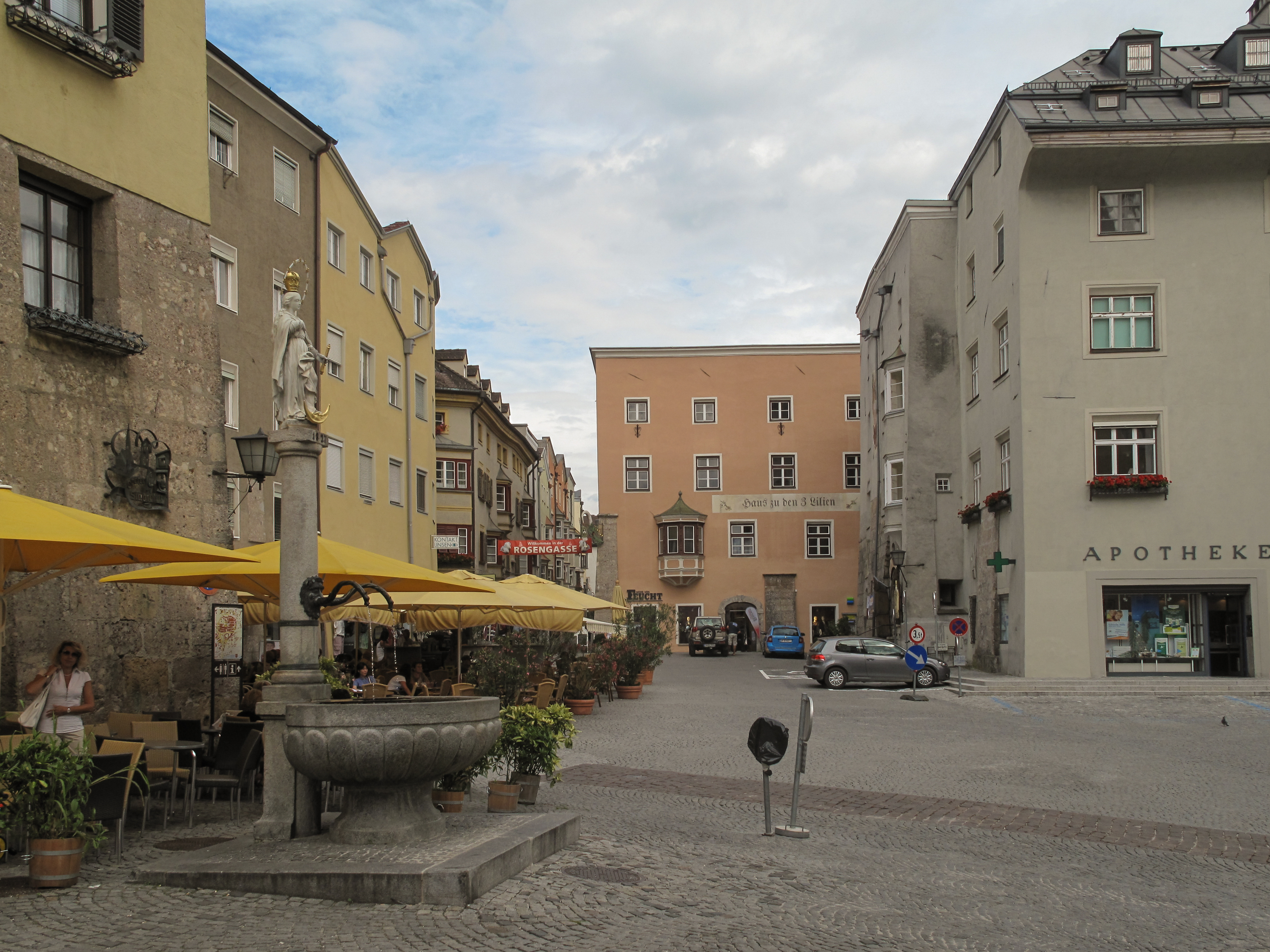
Quang cảnh Rosengasse-Mustergasse
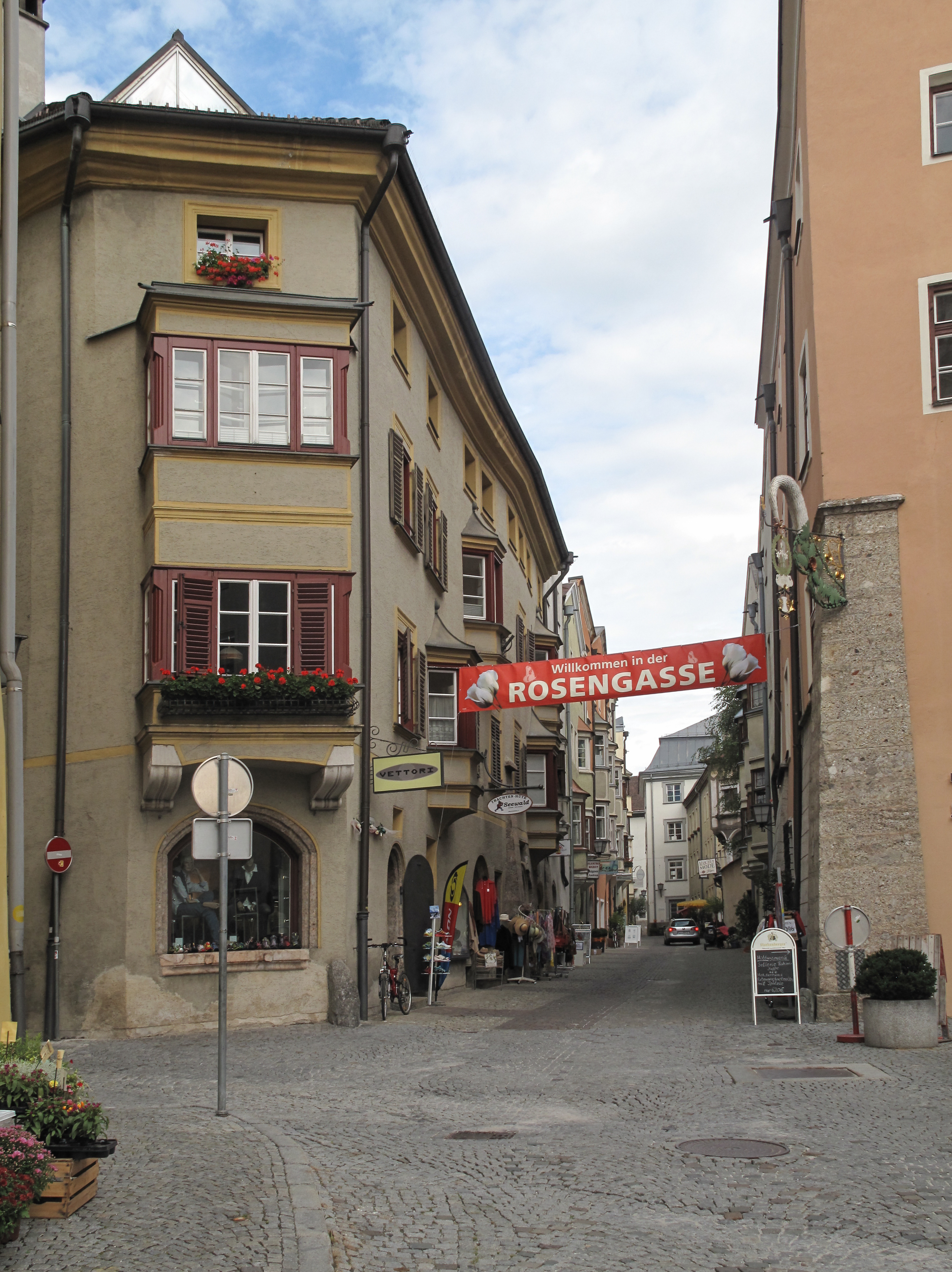
Quang cảnh Rosengasse
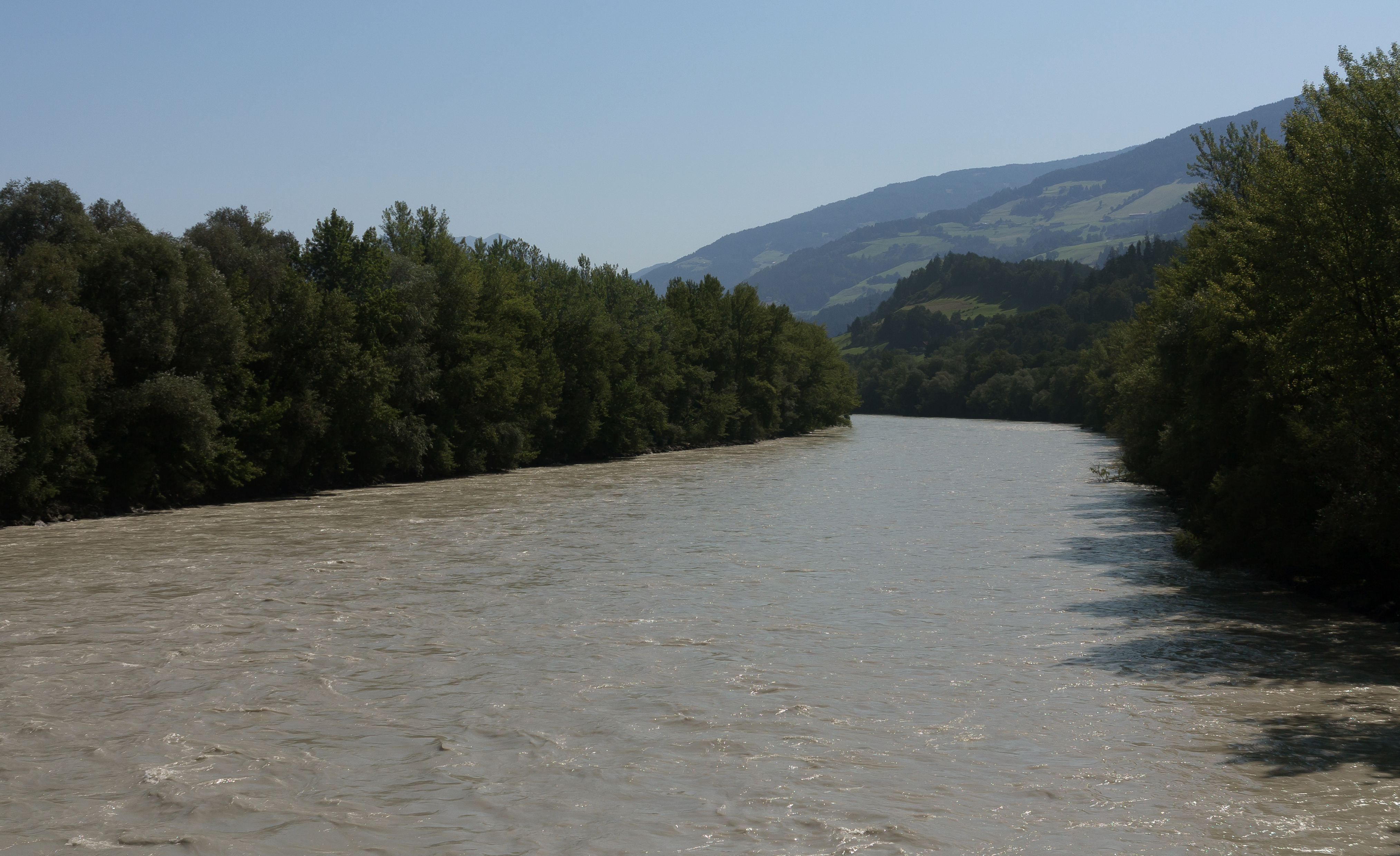
Sông Inn gần Hall
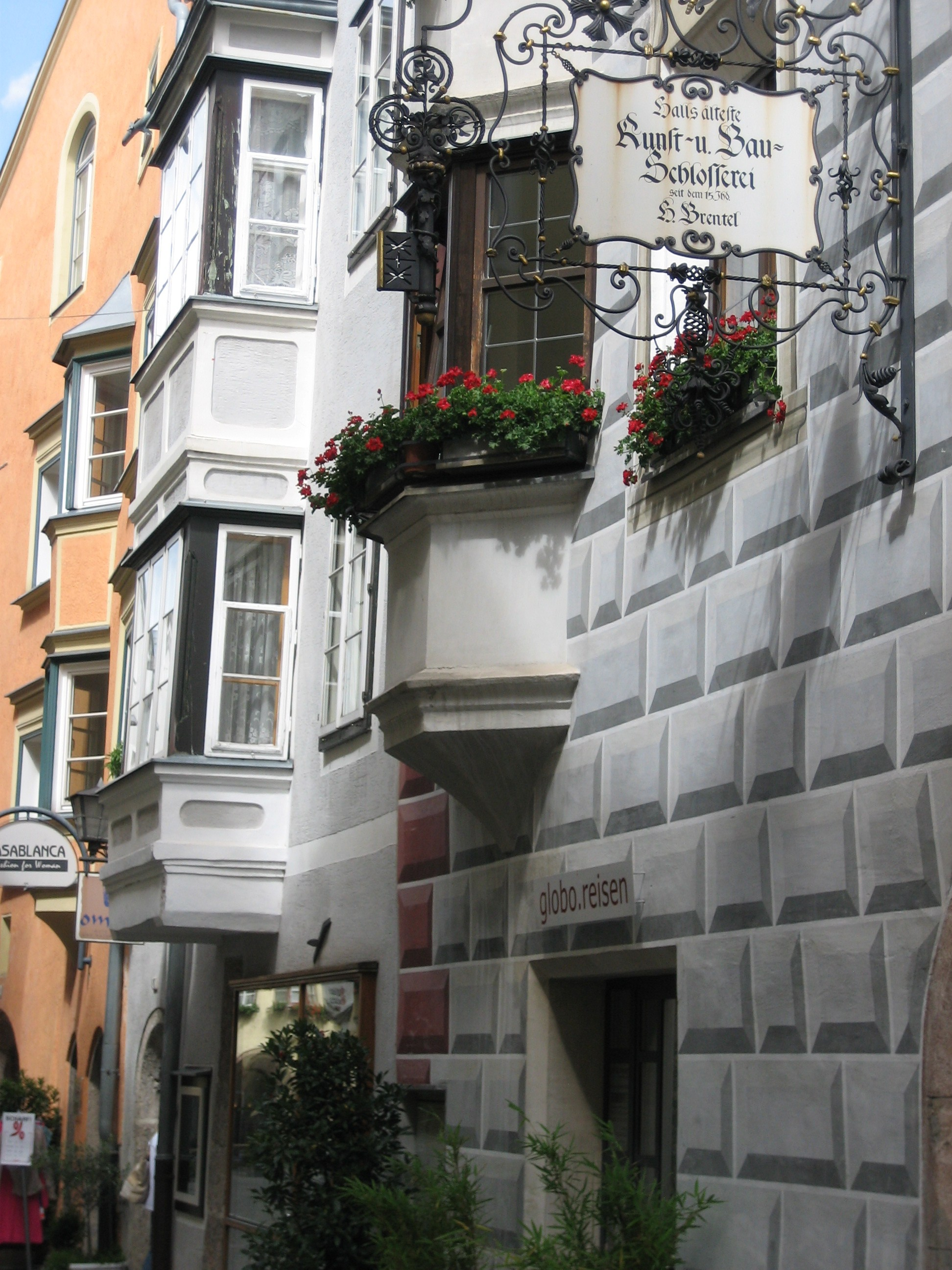
Đường Schlöglstraße trung tâm Hall in Tirol
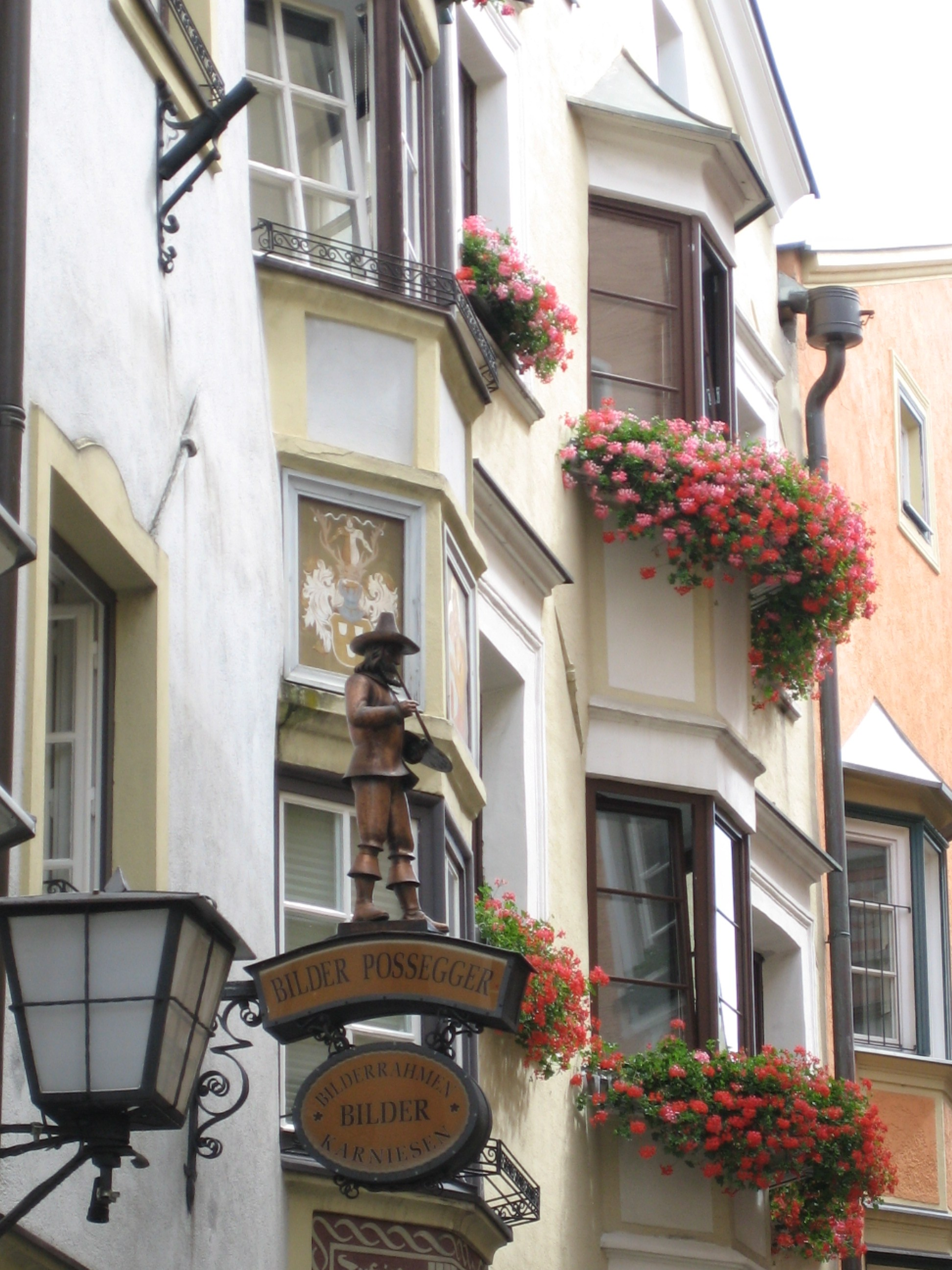
Cửa sổ vòm ở Hall in Tirol

## Nhân vật nổi bật

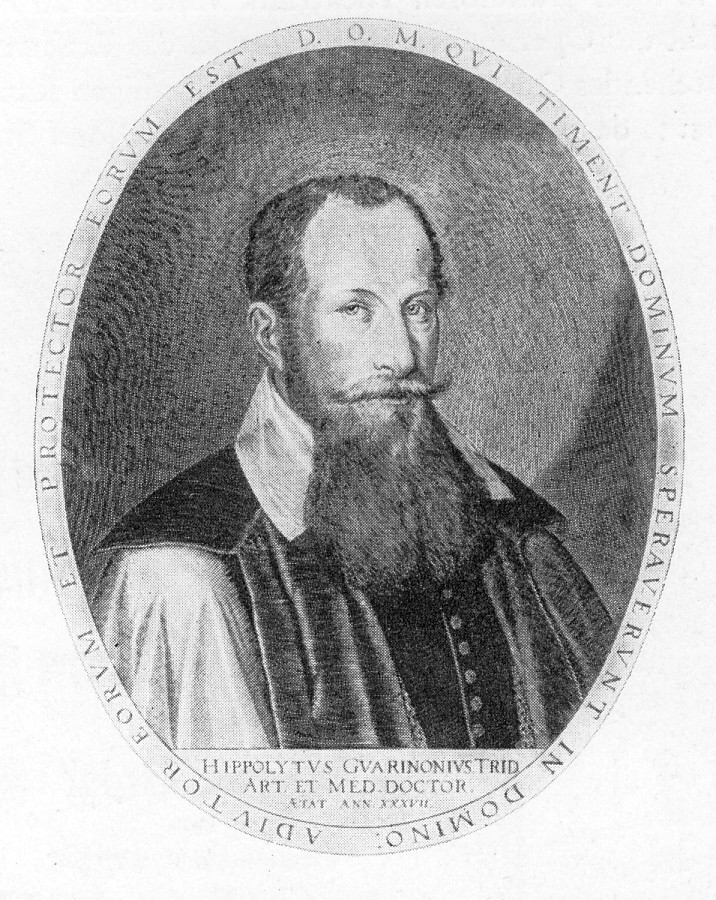
Hippolyt Guarinoni, 1610

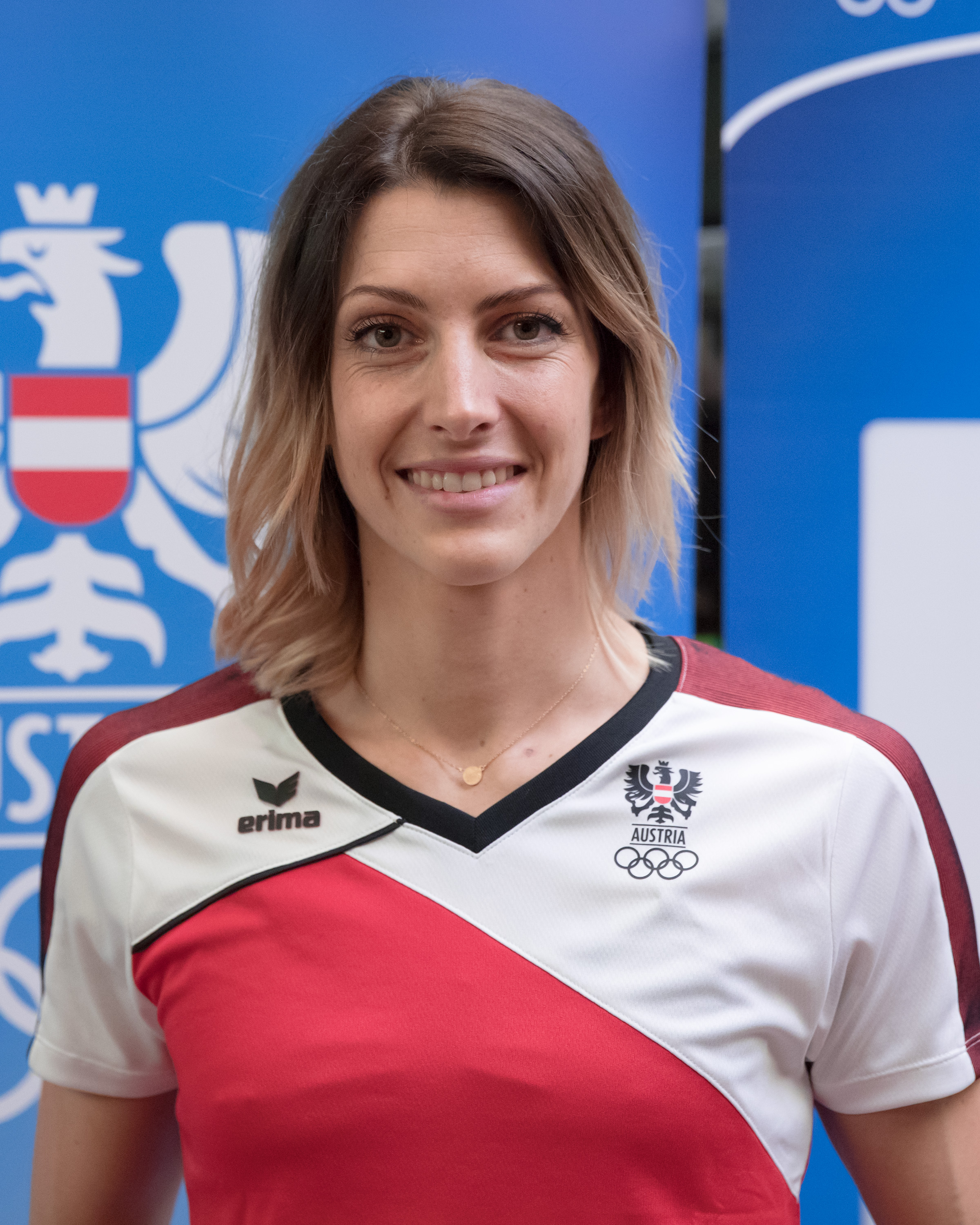
Janine Flock, 2018

- Blasius Ammon (1558–1590), tu sĩ dòng Phanxicô và linh mục Công giáo Áo, đồng thời là nhà soạn nhạc và ca sĩ
- Christoph Grienberger (1561–1636), nhà thiên văn học Dòng Tên
- Hippolytus Guarinonius (1571–1654), thầy thuốc Trento và nhà bách khoa, từng sống tại địa phương
- Clotilde Kainerstorfer (1833–1897), nhà soạn nhạc người Áo với các tác phẩm thánh ca cho piano và đàn organ
- Otto Stolz (1842–1905), nhà toán học Áo, nghiên cứu giải tích toán học và vô cùng bé
- Werner Pirchner (1940–2001), nhà soạn nhạc và nhạc sĩ jazz Áo
- Ingrid Felipe (sinh 1978), nữ chính trị gia Đảng Xanh Áo, Phó Thống đốc bang Tyrol từ 2013
- Claudia Giner (sinh 1985), ca sĩ nhạc pop người Áo

### Thể thao
- Klaus Dibiasi (sinh 1947), vận động viên nhảy cầu, 3 lần giành huy chương vàng Olympic
- Andreas Felder (sinh 1962), cựu vận động viên nhảy trượt tuyết, huy chương bạc đồng đội tại Thế vận hội Mùa đông 1992
- Ernst Vettori (sinh 1964), cựu vận động viên nhảy trượt tuyết, huy chương vàng và bạc đồng đội tại Thế vận hội Mùa đông 1992
- Michael Streiter (sinh 1966), cựu cầu thủ và huấn luyện viên bóng đá, thi đấu 452 trận và 34 trận cho tuyển Áo
- Christoph Bieler (sinh 1977), cựu vận động viên phối hợp Bắc Âu, huy chương vàng tại Thế vận hội Mùa đông 2006
- Andreas Schrott (sinh 1981), huấn luyện viên bóng đá và cựu cầu thủ người Áo, thi đấu hơn 270 trận
- Andreas Linger (sinh 1981), cựu vận động viên trượt băng xe đôi, huy chương vàng đồng đội tại 2006 và Thế vận hội Mùa đông 2010
- Wolfgang Linger (sinh 1982), cựu vận động viên trượt băng xe đôi, huy chương vàng đồng đội tại 2006 và Thế vận hội Mùa đông 2010
- Peter Penz (sinh 1984), cựu vận động viên trượt băng xe đôi, huy chương bạc và đồng tại Thế vận hội Mùa đông 2018
- Georg Fischler (sinh 1985), cựu vận động viên trượt băng xe đôi, huy chương bạc và đồng tại Thế vận hội Mùa đông 2018
- Janine Flock (sinh 1989), vận động viên trượt băng nằm sấp tiên phong
- Dominik Baumann (sinh 1992), tay đua
- David Gleirscher (sinh 1994), huy chương vàng Olympic môn trượt băng xe tại Thế vận hội Mùa đông 2018

## Kết nghĩa
Hall in Tirol kết nghĩa với:
- Iserlohn, Đức, từ năm 1967
- Winterthur, Thụy Sĩ
- Sommacampagna, Ý
- Brixen, Ý
- Arco, Trentino, Ý